# Kris Clyburn
Kristopher Joshon Clyburn (ur. 20 kwietnia 1996 w Detroit) – amerykański koszykarz występujący na pozycji silnego skrzydłowego, obecnie zawodnik Cmoków Mińsk.
W 2019 rozegrał dwa spotkania w barwach Milwaukee Bucks, podczas letniej ligi NBA.
16 września 2019 dołączył do ENEA Astorii Bydgoszcz.
Jego starszy brat Will jest także koszykarzem.

## Osiągnięcia
Stan na 3 lipca 2020, na podstawie, o ile nie zaznaczono inaczej.
NCAA
- Zaliczony do:
  - I składu defensywnego konferencji Mountain West (2019)
  - III składu Mountain West (2019)

Indywidualne
- Powołany do udziału w konkursie wsadów PLK (2020 – nie wystąpi z powodu kontuzji, zastąpił go Nana Foulland z Trefla Sopot)[5]